# Марк Макморис
Марк Макморис (Реџајна 9. децембар 1993) је канадски сноубордер који се такмичи у дисциплинама слоупстајл и биг ер.
На Олимпијским играма у Сочију 2014. освојио је бронзану медаљу у дисциплини слоупстајл. То је била прва медаља за Канаду на овим играма. Четири године касније у Пјонгчангу поновио је успех након што је пре само једанаест месеци доживео незгоду која му је нанела озбиљне повреде.
На Светском првенству 2011. освојио је сребро, а великог успеха има и на Зимским играма екстремних спортова где је дошао до седам златних медаља.